# Allegro en si bémol majeur, KV 3 (Mozart)
L'Allegro pour clavier en Si bémol majeur, KV 3, est une brève pièce composée par Wolfgang Amadeus Mozart à Salzbourg le 4 mars 1762, quand il avait seulement six ans. Ce morceau de musique est la huitième composition de Mozart, et il se trouve dans le Nannerl Notenbuch, un petit cahier que Leopold Mozart, le père de Wolfgang, employait pour enseigner la musique à ses enfants. La pièce a été mise par écrit par Leopold, car le petit Wolfgang était trop jeune pour savoir écrire la musique.   

## Description
La pièce comprend trente mesures, et est écrite dans la tonalité de Si bémol majeur. Elle est marquée à 
. Ce morceau peut être interprété au clavecin ou sur d'autres instruments à clavier.

## Analyse
La pièce commence par une anacrouse et a un final masculin. Comme le tempo l'indique, le mouvement est rapide et vif. Le morceau présente une structure ternaire ABA', avec une répétition après A et A'.
La première phrase va jusqu'à la mesure 12 et est composée de deux demi-phrases, chacune suivie par une courte extension de deux mesures, présentant la structure: 4(+2)+4(+2). La seconde demi-phrase se termine par une demi-cadence, qui arrive à la tonalité de la dominante. De son côté, la section B présente une progression par secondes descendantes, formée par deux parties de quatre mesures. La progression débouche sur la réexposition de la section A, mais avec un changement de la seconde demi-phrase. La section A' utilise le même matériel rythmique mais en l'adaptant à la nouvelle harmonie, de telle sorte que le morceau se conclut par une cadence parfaite.